# Bhalil

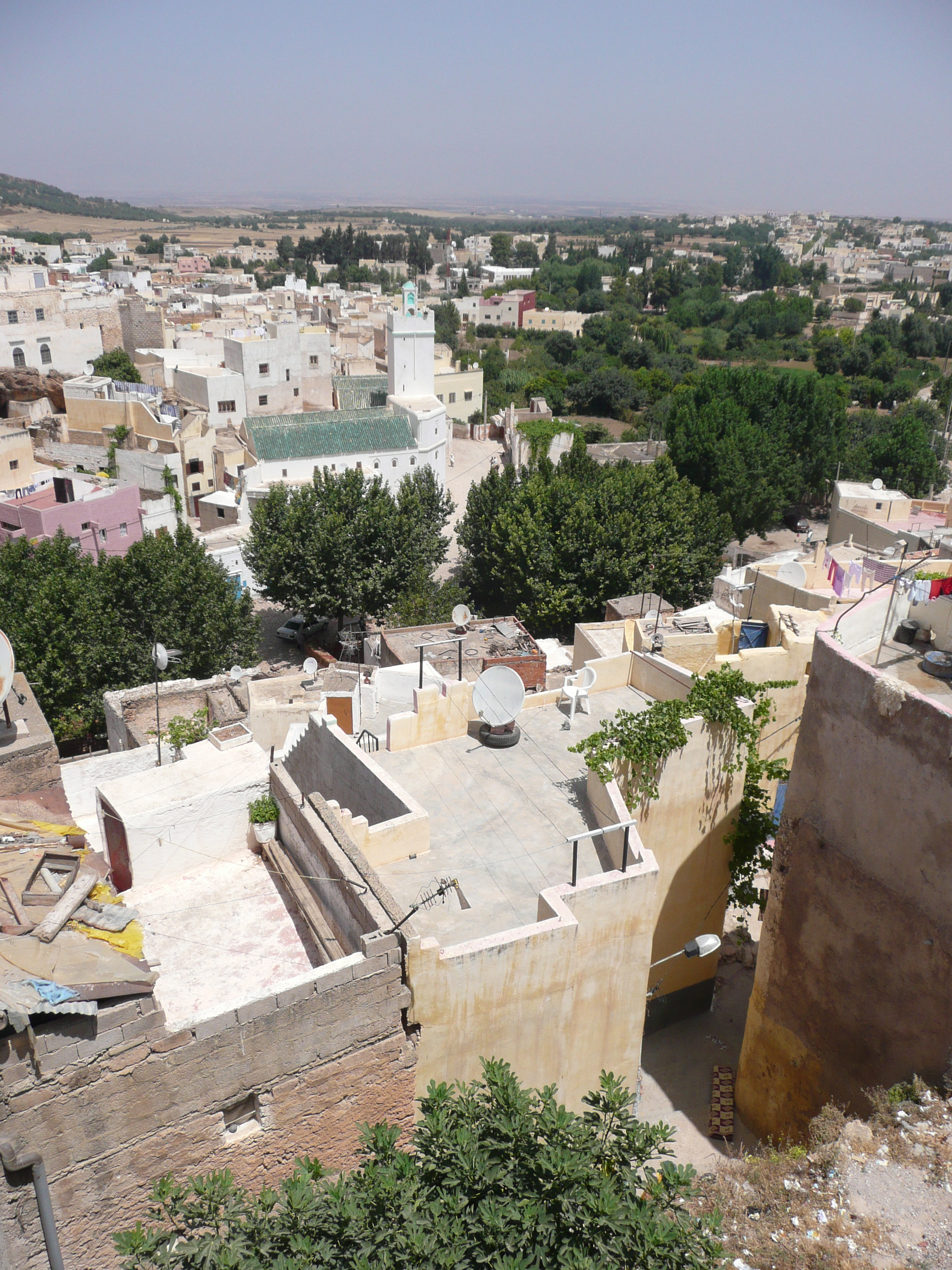
Bhalil – Ortsbild

Bhalil (arabisch البهاليل, Zentralatlas-Tamazight ⴱⵀⴰⵍⵉⵍ Bhalil) ist eine etwa 13.500 Einwohner zählende Kleinstadt in der Provinz Sefrou in der Region Fès-Meknès in Marokko.

## Lage und Klima
Bhalil liegt in einem Hochtal in annähernd 1000 m Höhe etwa 27 km (Fahrtstrecke) südöstlich von Fès; die Provinzhauptstadt Sefrou ist nur etwa 5 km entfernt. Das Klima ist meist warm und trocken; Regen (ca. 600 mm/Jahr) fällt überwiegend im Winterhalbjahr.

## Bevölkerung
| Jahr      | 1994   | 2004   | 2014   | 2024   |
| Einwohner | 10.678 | 11.683 | 12.997 | 13.727 |

Die Einwohner von Bhalil sind überwiegend berberischer Abstammung, doch die Umgangssprache ist Marokkanisches Arabisch. Hauptgrund des Bevölkerungswachstums ist die Zuwanderung von Familien aus den umliegenden Landgemeinden (communes rurales).

## Wirtschaft
Die als Handwerks- und Geschäftszentrum fungierende Kleinstadt lebt ganz wesentlich von der in der Umgebung betriebenen Landwirtschaft. Der Tourismus spielt eine untergeordnete Rolle, wenngleich die Stadt – ähnlich wie das nahegelegene Sefrou – eine der ursprünglichsten im Norden Marokkos geblieben ist.

## Geschichte
Mangels schriftlicher Aufzeichnungen ist über die ältere Geschichte Bhalils nichts bekannt. Vieles deutet darauf hin, dass der Ort bereits im Mittelalter besiedelt war. Ein Versuch der Interpretation des Ortsnamens lautet Baha el layl (‚Glanz der Nacht‘) und bezieht sich angeblich auf die vielen Feste zu Ehren der hier angeblich in der Nacht vor der Ankunft in Fès Station machenden Kamelkarawanen aus dem Süden Marokkos. Im Jahr 1950 wurden einige Häuser des Ortes durch ein Hochwasser des zentralen Bachlaufs zerstört.

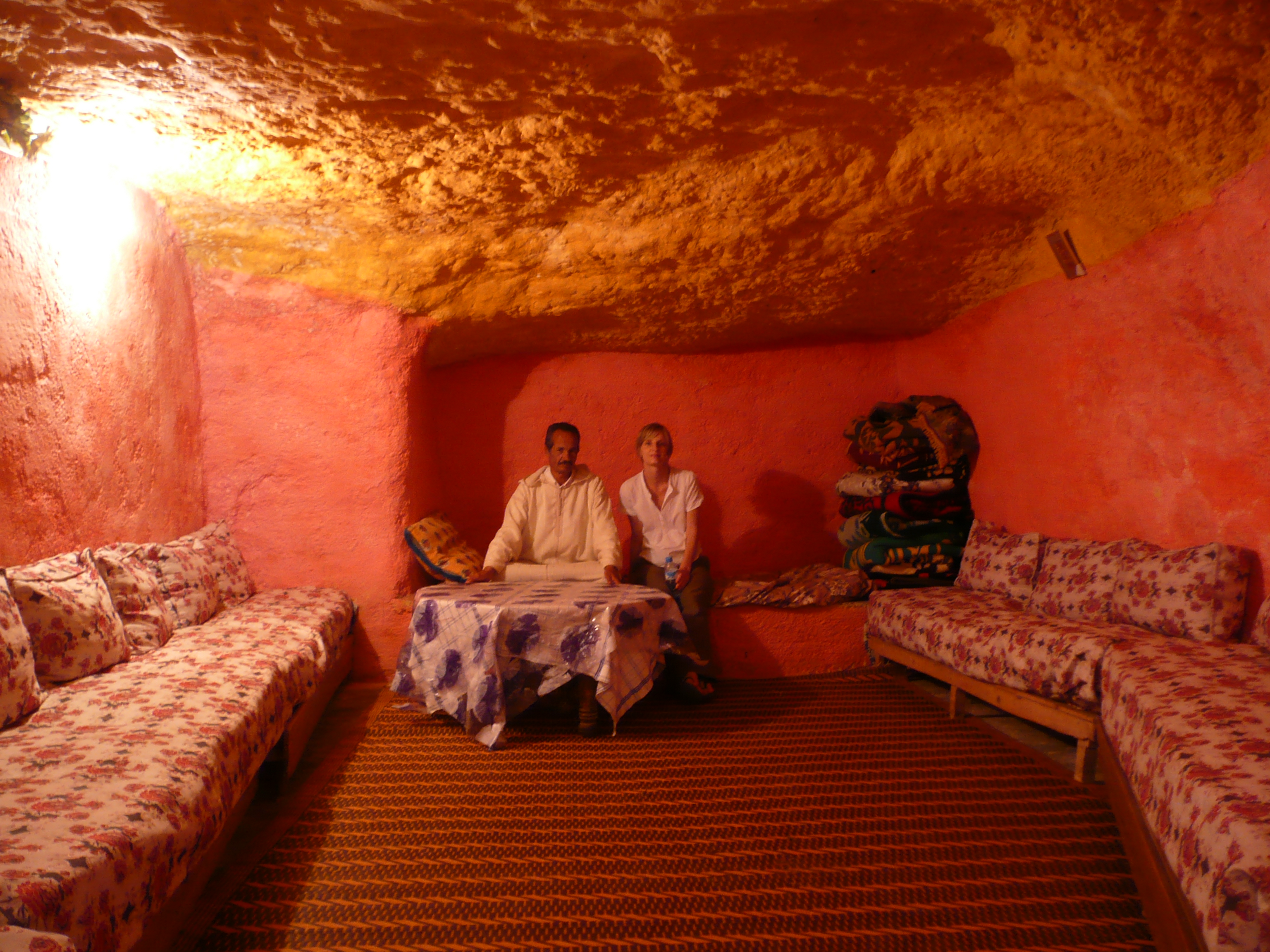
Bhalil – Höhlenwohnung

## Sehenswürdigkeiten
- Das Ortsbild von Bhalil gehört zu den reizvollsten in der Umgebung von Fès. Die verwinkelten Gassen im Zentrum mit ihren überwiegend weißgetünchten Häusern vermitteln stellenweise ein beinahe andalusisches Flair.
- Einige Wohnungen sind in die weichen Tuffsteinfelsen hineingehauen; Temperaturschwankungen werden dadurch ausgeglichen. Einige Familien öffnen – in Erwartung eines Trinkgeldes – ihre Wohnbereiche für neugierige Touristen.